# Недко Лулчев
Недко (Нетко, Петко, Летко) Лулчев (Лунчев) Малеев е български опълченец (1877 – 1878).

## Биография
Роден е през 1853 година в Копривщица. Израства в семейството на абаджия, работел в Анадола. Началното си образование получава в класното училище в Копривщица. След това заминава при баща си да изучава занаята му.
Включва се в Сръбско-турската война от 1876 г.
Постъпва в Българското опълчение на 30 април 1877 г., зачислен е в V дружина, III рота. В боевете е раняван два пъти: на 19 юли в битката за Стара Загора и на 28 декември 1877 г. в битката при Шейново. Уволнен е от служба на 22 юни 1878 г. 
Награден е със Знака за отличие на военния орден „Св. Георги“ IV степен.
След Освобождението заминава при баща си в Цариград, където работи като абаджия. През 1892 г. се установява в Пловдив. В този град умира на 19 април 1902 г.